# Garden Ridge, Texas
Garden Ridge là một thành phố thuộc quận Comal, tiểu bang Texas, Hoa Kỳ. Năm 2010, dân số của xã này là 3259 người.

## Dân số
- Dân số năm 2000: 1882 người.
- Dân số năm 2010: 3259 người.